# 不良少年のメロディ〜愛の鞭への傾向と対策
『不良少年のメロディ〜愛の鞭への傾向と対策』(英語: Schoolboys in Disgrace)は、1975年にリリースされたザ・キンクスのアルバム。
RCA時代の最後となるアルバム。また、一連のコンセプト・アルバムの最終作。本作を最後にキンクスはアリスタ・レコードに移籍することとなる。本作ジャケットのイラストは元T・レックスのミッキー・フィンが担当した。
本作は学生時代の生活を描いた物だが、モデルはデイヴ・デイヴィスだと言われる。楽曲もデイヴ好みのハードなロック・ナンバーが多く収録された。「愚かなジャック」は『プリザヴェイション』のフラッシュの若い頃の出来事であり、本作をもって一連のロックオペラが完結した。
1998年のリマスター時には本作のみボーナス・トラックが収録されなかった。

## 曲目
全曲レイ・デイヴィス作詞作曲。
1. 思い出のスクールデイズ - Schooldays 3:31
2. 愚かなジャック - Jack the Idiot Dunce 3:19
3. エデュケイション - Education 7:07
4. 初恋の頃 - The First Time We Fall in Love 4:01
5. 不良の烙印 - I'm in Disgrace 3:21
6. 校長先生への告白 - Headmaster 4:03
7. ハードに生きろ - The Hard Way 2:35
8. 涙の送別会 - The Last Assembly 2:45
9. 振り返ったりはしないのだ - No More Looking Back 4:27
10. フィナーレ - Finale 1:02